# Ptak Feniks
Artykuł ten został zgłoszony do umieszczenia na stronie głównej w rubryce „Czy wiesz”.
Pomóż nam go sprawdzić: oceń zgłoszoną nominację.
Ptak Feniks (duń. Fugl Phønix, współ. duń. Fugl Føniks) – baśń literacka autorstwa Hansa Christiana Andersena, wydana po raz pierwszy w Kopenhadze w maju 1850 roku.

## Publikacja
Andersenowska baśń literacka pt. Ptak Feniks została po raz pierwszy opublikowana w maju 1850 roku w Kopenhadze przez wydawnictwo Chr. Steen & Søns Forlag w piśmie dla dzieci „Den nye Børneven, illustreret Tidsskrift for Børn”. Redaktorem pisemka był duński poeta Julius Christian Gerson. W katalogu dzieł Hansa Christiana Andersena autorstwa B.F. Nielsena baśń ma numer 567. Utwór został dwukrotnie wznowiony za życia pisarza: w maju 1851 oraz w marcu 1863 roku. W wydaniu zbioru baśni z 1863 Eventyr og Historier. Andet Bind. 1863 znalazły się ilustracje według rysunków Vilhelma Pedersena.

## Motywy literackie
Andersen uczynił bohaterem baśni literackiej mitycznego Feniksa. W baśni pojawiają się motywy zaczerpnięte z Biblii oraz kultury europejskiej, greckie i nordyckie: Bóg, Eden, Adam i Ewa, grzech pierworodny, kruk Odyna, Tespis, William Shakespeare, śpiew Marsylianki. Jako nawiązanie wspomniane zostało legendarne „Święto Pieśni” na zamku w Wartburgu w 1207, zorganizowane przez Hermana z Turyngii.
Ptak Feniks został określony przez autora jako ucieleśnienie poezji (duń. Poesien).

## Polskie przekłady
Pierwsze tłumaczenie Ptaka Feniksa na język polski autorstwa Stefanii Beylin ukazało się w antologii baśni w 1931 roku. Drugie tłumaczenie, bezpośrednio z języka duńskiego, autorstwa Bogusławy Sochańskiej, ukazało się w 2006 roku w zbiorze Baśnie i opowieści opublikowanym przez poznańskie wydawnictwo Media Rodzina.